# 周防大島 松山フェリー
周防大島 松山フェリー株式会社（すおうおおしま まつやまフェリー）は、山口県大島郡周防大島町に本社を置く海運会社。2007年5月30日までの旧社名は、岩国松山高速株式会社（いわくにまつやまこうそく）。
防予フェリー（瀬戸内海汽船グループ）と共同運航を行うが、本社は伊保田港内にある（防予フェリーの本社は柳井市）。

## 概要
1988年、瀬戸大橋の開通を控え、それまで岩国 - 伊保田 - 松山のフェリー航路を運航していた防予汽船が撤退するにあたり、関係自治体と防予汽船による第三セクター・岩国松山高速として設立され、同年4月11日から高速船航路として運航を継承した。
2001年6月、伊保田 - 松山間にフェリー航路を再開設し、高速船は減便。2003年にはフェリー航路を柳井へ延航、柳井 - 松山間では防予汽船と共同運航となった。
岩国 - 伊保田 - 松山の高速船航路は2006年3月1日に廃止され、その後はフェリー航路の柳井 - 伊保田 - 松山のみを運航している。翌2007年、実態に合わせ、社名を周防大島松山フェリーと改めた。

## 航路

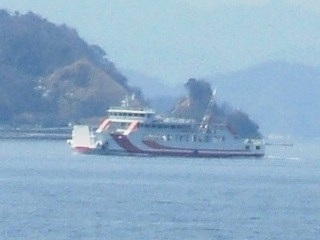
瀬戸内海を航行する「しらきさん」（2代目）

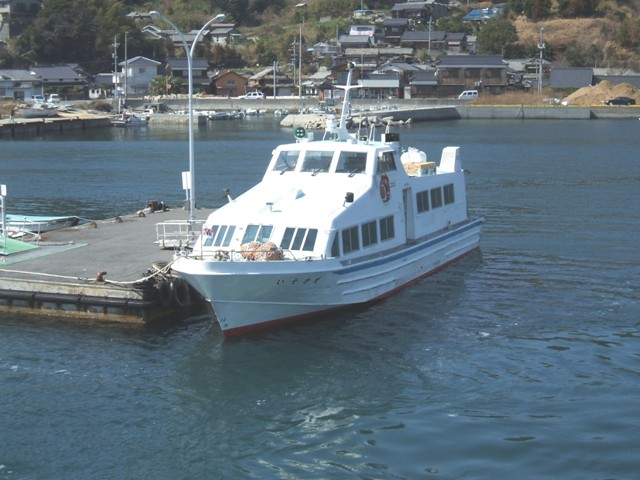
航路廃止となり伊保田港に停泊中の「いそかぜ」

### カーフェリー
- 柳井港（山口県柳井市） - 伊保田港（山口県周防大島町） - 三津浜港（愛媛県松山市） （オレンジライン）
  - 所要時間2時間30分。1日4往復運航。
  - 防予フェリー便と共同運航しており、合計1日16往復(土日は14往復)運航。ただし、伊保田港に寄港するのは周防大島 松山フェリー便のみ。
  - 伊保田港と三津浜港では同じ側のランプ扉を使用するため、伊保田港⇔三津浜港相互間利用で車両を積み込むときは車を後退させて（バックで）積み込む必要がある旨の注記がある[4][5]。
  - 伊保田港～三津浜港間は国道437号の海上区間でもある。

### 高速艇
- 岩国港（新港）（山口県岩国市） - 伊保田港（山口県周防大島町） - 三津浜港（愛媛県松山市） （城下町ライン）
  - 2006年2月28日の運航をもって航路廃止[6]。近年の原油価格の高騰が影響したとされている。
  - 所要時間1時間20分。フェリー就航までは一日6往復(夏期7往復)、以降は一日4往復運航。
  - 航路廃止に伴う代替として柳井～松山間のフェリーのうち周防大島 松山フェリー受け持ちの全便が伊保田港に寄港することになった。

## 船舶

### 現在の就航船
- しらきさん（2代）[7]
内海造船建造、2004年3月18日引受。
441総トン、247.08重量トン、全長62.97m、幅11.00m、深さ3.8m、ダイハツ8DKM-20×2、3,400馬力、最高速力17.4ノット、航海速力15.8ノット。
船客定員150名、大型トラックまたは大型バス7台。
しらきさん（初代）の後継船として導入。鉄道建設・運輸施設整備支援機構 (JRTT) の「船舶共有建造制度」を利用しており、JRTTとの共同所有となっている。
キャビンやトイレなどバリアフリー基準に適合させている。船首と船尾の両方に乗降用ランプ扉を有する貫通型車両甲板となっており、船首部にスラスター（バウスラスター）を装備している。
船名は周防大島町出身の作詞家・星野哲郎が、周防大島町大字西方にある「白木山」にちなんで命名したもの。

### 過去の就航船

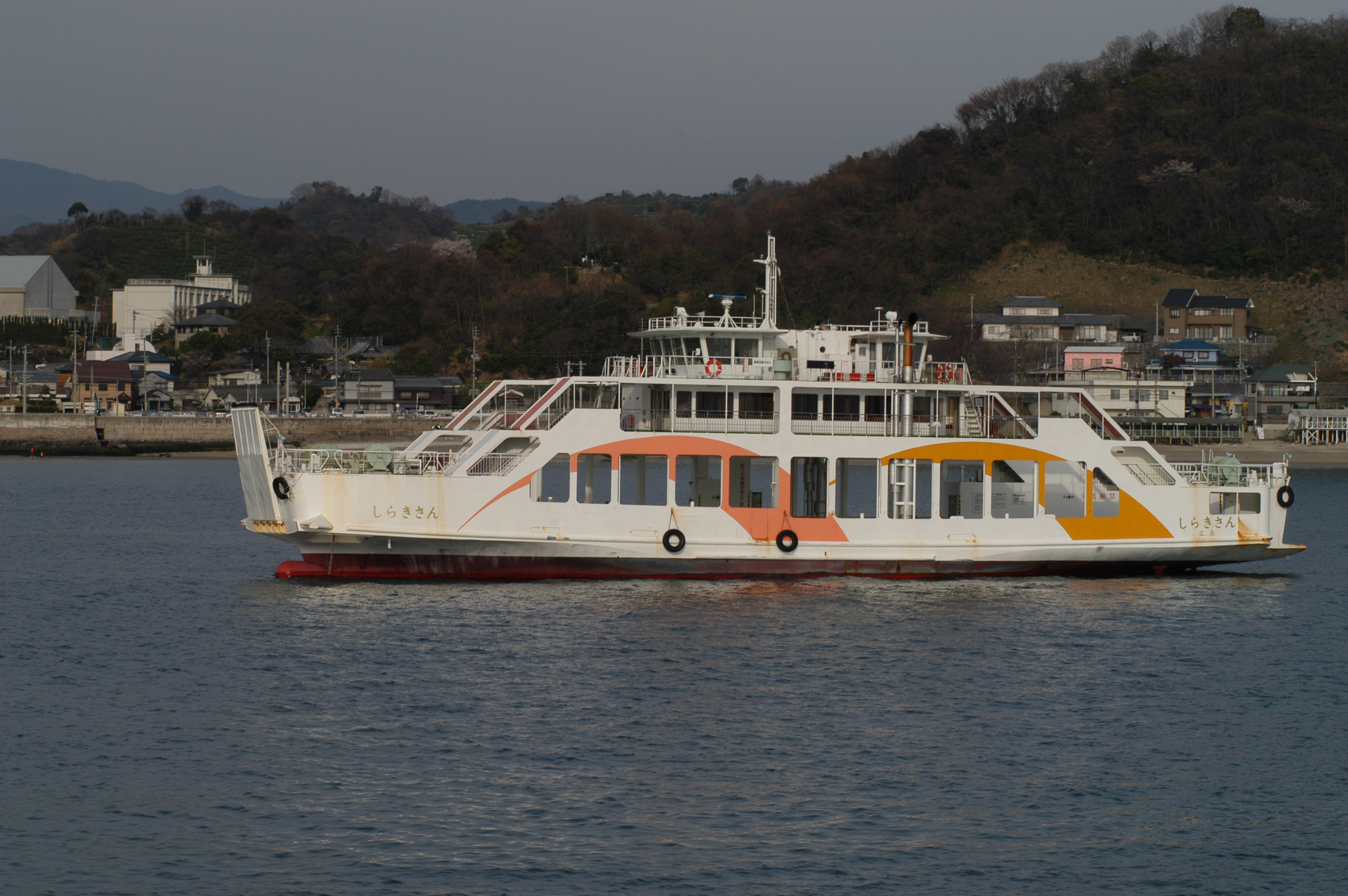
三津浜付近・沖出し中のしらきさん(初代)

- しらきさん (初代)
内海造船瀬戸田工場建造、2001年6月就航。
358総トン、全長49.9m、幅11m、深さ3.59m、ディーゼル2基2軸、2,600ps、航海速力13.8ノット。
船客定員200名、乗用車20台、芸備商船より用船、2004年用船解除[2]。
- 第七ちどり (高速船)[8]
芸備商船より用船、運航開始当初から「さざんせと2号」就航まで運用され、返船。
- さざんせと (高速船)[8]
防予汽船より用船。運航開始当初から運用。
- さざんせと2号 (高速船)[8]
木曽造船建造、1988年8月8日竣工。船舶整備公団共有。
42総トン、全長21.9m、幅4.7m、深さ2.1m、ディーゼル2基2軸、機関出力1,650ps、航海速力26ノット、旅客定員76名。
- さざんせと3号 (高速船)[9]
木曽造船建造、1988年10月竣工。
49総トン、登録長20.93m、型幅4.80m、型深さ2.15m。
- さざんせと5号 (高速船)[9]
木曽造船建造、1989年4月竣工。
46総トン、登録長20.82m、型幅4.70m、型深さ2.14m。
- さざんせと7号 (高速船)[9]
木曽造船建造、1992年9月竣工。のち防予汽船を経て山陽商船に移籍、まつかぜに改名。
47総トン、登録長20.86m、型幅4.70m、型深さ2.12m。
- いそかぜ (高速船)[9]
木曽造船建造、1995年7月竣工。もと山陽商船。航路廃止に伴い愛媛県の中島汽船に売却、2008年12月同社にて就航している。
48総トン、登録長21.09m、型幅4.70m、型深さ2.14m。

## 事故
- 2010年2月6日、「しらきさん」（2代目）が、三津浜港桟橋に衝突し、港湾施設を破損した。この影響で、共同運航の防予汽船便を含めて、2月9日まで全便が運休となった。